# Irene Pepinghege
Irene Pepinghege, geborene Irene Rozema, (* 11. August 1941 in Zaandam, Niederlande) ist eine ehemalige deutsche Kanutin.
Als talentierte junge Paddlerin war sie wegen besserer Trainingsbedingungen aus Holland nach Bochum gezogen und erhielt nach ihrer Heirat mit Josef Pepinghege 1966 die deutsche Staatsangehörigkeit, so dass sie ab 1968 auch für die deutsche Olympiamannschaft startberechtigt war. Irene Pepinghege war vielfache deutsche Meisterin und dreifache Olympiateilnehmerin. Bei den Olympischen Spielen 1968 war sie als Ersatzfrau dabei. 1972 in München wurde sie im Einer-Kajak Vierte, 1976 belegte sie im Einer-Kajak den achten Platz. Neben ihrer Karriere im Leistungssport war sie voll berufstätig. Seit 1994 trainiert Irene Pepinghege täglich und ehrenamtlich Kinder und Jugendliche. Momentan ist sie als Rennsportwartin und Trainerin für den Mülheimer Kanusportverein tätig.

## Sportliche Erfolge
- Silber bei der Weltmeisterschaft im Vierer-Kajak 1966 mit Sigrid Kummer, Renate Breuer und Roswitha Esser
- Silber bei der Weltmeisterschaft im Vierer-Kajak 1971 mit Roswitha Esser, Renate Breuer und Heiderose Wallbaum
- Bronze bei der Europameisterschaft 1965 im Vierer-Kajak mit Erika Felten, Roswitha Esser und Renate Breuer
- Deutsche Meisterin im Einer-Kajak über 500 m 1962, 1973, 1974, 1975 und 1976
- Deutsche Meisterin im Zweier-Kajak 1965 mit Roswitha Esser, 1970 mit Roswitha Spohr sowie 1973, 1974 und 1975 mit Barbara Lewe-Pohlmann
- Deutsche Meisterin im Vierer-Kajak 1967 mit Doris Grebski, Heidi Honscha und Irmgard Honscha sowie 1974 und 1975 mit Barbara Lewe-Pohlmann, Morta und Birgit Mairich